# Piper manzanillanum
Piper manzanillanum är en pepparväxtart som beskrevs av C. Dc.. Piper manzanillanum ingår i släktet Piper och familjen pepparväxter. Inga underarter finns listade i Catalogue of Life.